# Казаново (станція)
Казаново (рос. Казаново) — станція Читинського регіону Забайкальської залізниці Росії, розташована на дільниці Каримська — Куенга між станціями Онон (відстань — 11 км) і Шилка-Товарна (14 км). Відстань до ст. Каримська — 135 км, до ст. Куенга — 97 км; до транзитного пункту Бамівська — 846 км.